# Stephanopis palliolata
Stephanopis palliolata är en spindelart som beskrevs av Simon 1908. Stephanopis palliolata ingår i släktet Stephanopis och familjen krabbspindlar.
Artens utbredningsområde är Western Australia. Inga underarter finns listade i Catalogue of Life.